# Airmadidi
Airmadidi (of Ajermadidi) is een plaats in Noord-Sulawesi in Indonesië tussen Manado en Bitung.  De naam Ajermadidi betekent zoveel als 'kokend water' en verwijst naar de bronnen in de omgeving.

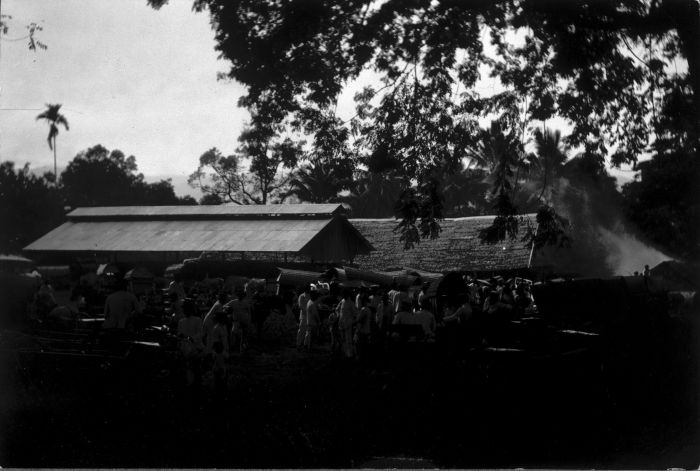
Pasar in Ajermadidi

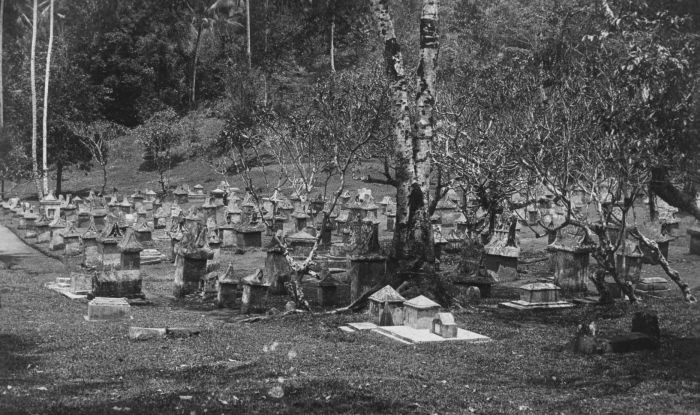
Waruga's bij Airmadidi